# Tatra T-Reihe

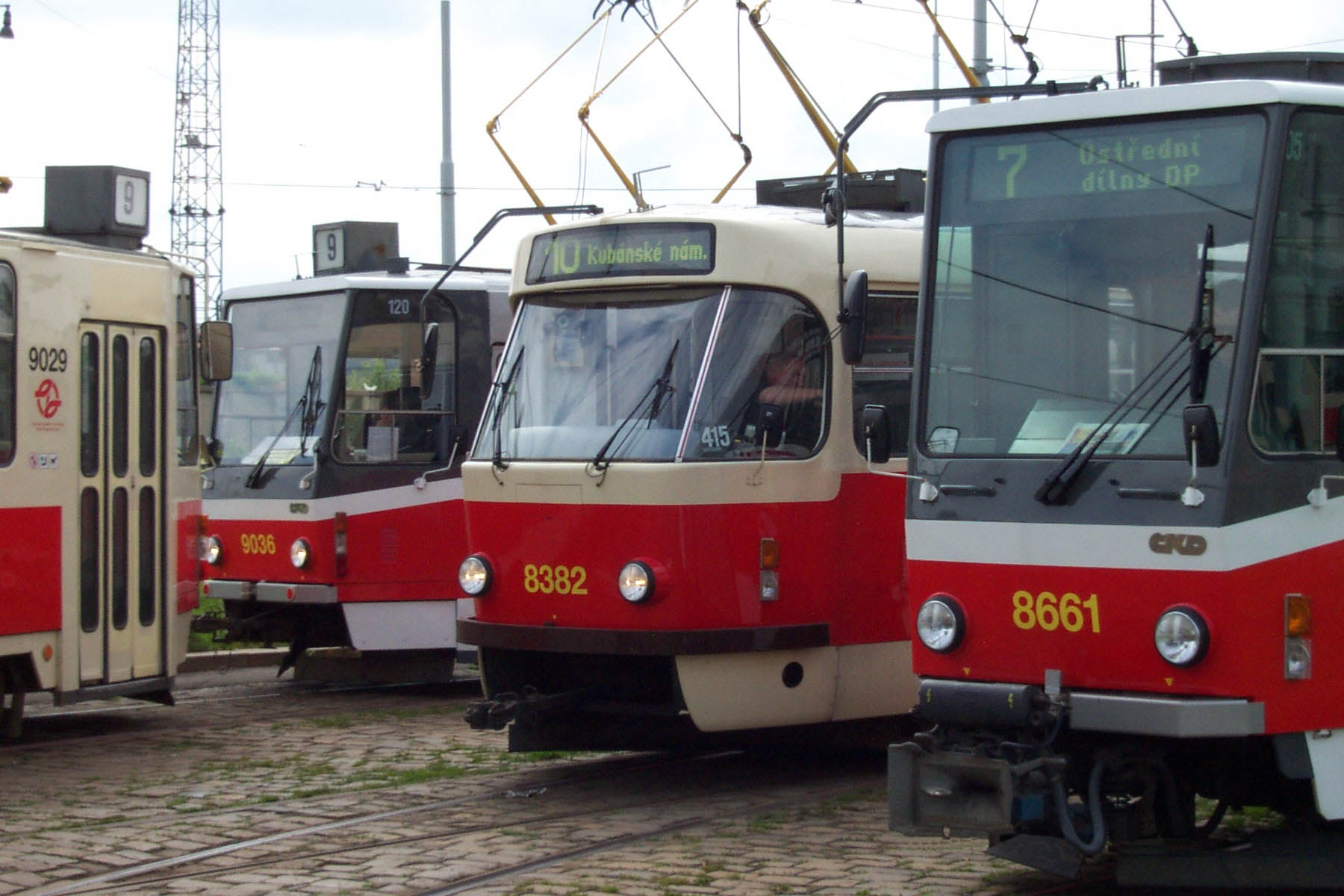
Tatra-Straßenbahnwagen in Prag

Als T-Reihe bezeichnete der tschechoslowakische Hersteller ČKD Tatra in Prag verschiedene Typen von Straßenbahnwagen, die technisch auf den amerikanischen PCC-Wagen basieren. Fahrzeuge dieser Bauart kamen vor allem in Verkehrsbetrieben in der ehemaligen Tschechoslowakei (ČSSR) und aufgrund eines RGW-Abkommens in fast allen Ostblock-Staaten zum Einsatz.
Umgangssprachlich werden die Fahrzeuge bis heute als Tatra-Straßenbahn oder Tatra-Wagen bezeichnet.

## Geschichte
Der Vorläufer von ČKD Tatra, Vagonka Tatra Smíchov konnte 1948 die Lizenzen zum Bau von PCC-Wagen erwerben, die sich in Nordamerika bewährt hatten. Es handelte sich dabei um Großraumwagen mit hohem Beschleunigungsvermögen und Fahrgastfluss im Inneren. Der erste Straßenbahnwagen nach diesem Muster wurde als T1 im Jahr 1951 mit der progressiven Wagenkastenbreite von 2,40 Meter ausgeliefert. 1958 folgte eine verbesserte Konstruktion als T2, der eine Wagenkastenbreite von 2,50 Meter aufwies. Damit waren die Wagen zunächst nicht bei allen tschechoslowakischen Betrieben einsetzbar, die zum Teil noch für 2,20 Meter breite Wagen ausgelegt waren. T1 und T2 wurden nur in geringen Stückzahlen ins Ausland exportiert. Zwei Wagen des Typs T1, die 1955 nach Warschau geliefert wurden, dienten später für die polnische Industrie als Vorbild für einen unautorisierten Nachbau in großen Stückzahlen.
Im Jahr 1960 wurde der Typ T3 vorgestellt, der schließlich in enormen Stückzahlen bis 1990 gefertigt werden sollte. Konzeptionell identische Fahrzeuge erhielt die DDR als Typ T4D mit einer Wagenkastenbreite von 2,20 Meter. Für die DDR wurden auch passende Beiwagen konstruiert.
Zur Gewichtsersparnis wurden in den Typen T3 / T4 erstmals einfache Schalensitze aus Glasfaserverstärktem Kunststoff nach einem Entwurf von Miroslav Navrátil eingebaut. Auch in den meisten Nachfolgetypen wurden sie bis in die 1980er Jahre je nach Kundenwunsch noch verwendet. Insbesondere die Lieferungen für die Sowjetunion und die DDR erhielten sie ausschließlich. Prägend für die gesamte T-Reihe war dabei insbesondere die abwechselnde Anordnung von grau und rot eingefärbten Sitzen im Fahrgastraum.
Die Konstruktion eines Nachfolgetyps T5 scheiterte in den 1970er Jahren wegen der noch unausgereiften Thyristorsteuerung und Unstimmigkeiten mit dem mittlerweile größten Kunden Sowjetunion. Eine Lieferung der T5 für Budapest wurde deshalb sogar mit klassischer Serien-Parallelschaltung und Widerstandssteuerung gebaut. Die meisten Kunden erhielten deshalb weiterhin den Typ T3 / T4 mit der mittlerweile völlig veralteten PCC-Steuerung. Die Lieferungen der T3D / T4D für die DDR endeten 1986, die der T3SUCS für die sowjetischen und tschechoslowakischen Betriebe im Jahr 1990.
Anfang der 1980er Jahre gelang es dann, mit dem Typ T6 einen Wagen mit der Thyristorsteuerung TV3 in Serie zu bauen. Lieferverträge wurden zunächst mit der Sowjetunion für den Typ T6B5 und mit der DDR für den Typ T6A2 geschlossen. Tschechoslowakische Betriebe erhielten erst ab 1986 einige wenige moderne Gelenkwagen des Typs KT8D5 und ab 1992 den T6A5. 
Nach dem Konkurs von ČKD wurde die Konstruktion noch eine Zeitlang von der 2001 gegründeten Aliance TW weiterentwickelt, bestehend aus dem Eisenbahnreparaturwerk Krnovské opravny a strojírny s.r.o. (KOS) in Krnov (Jägerndorf) als Produktionsstätte, dem Prager Konstruktionsbüro VKV Praha s.r.o. und der Prager Vermarktungsgesellschaft Pragoimex a.s. Größere Verkaufserfolge blieben jedoch aus. 
In Deutschland fahren Tatra-Trieb- und Beiwagen Stand 2024 noch in den Städten Brandenburg an der Havel, Cottbus, Frankfurt (Oder), Gera, Gotha, Görlitz, Leipzig, Magdeburg, Plauen, Potsdam und Zwickau. Die häufigsten Varianten in Deutschland stellen die Typen T3D, T4D, KT4D und T6A2D sowie deren modernisierte Formen – teilweise auch mit Niederflur-Mittelteilen – dar. In Strausberg kommt inzwischen auch ein Wagen vom Typ KT8D5 sowie der Prototyp des T6C5 zum Einsatz.

## Baureihen
| Typ   | Bild | Baujahr            | Länder, in die die Wagen ausgeliefert wurden                                | Anzahl |
| ----- | ---- | ------------------ | --------------------------------------------------------------------------- | ------ |
| T1    |      | 1952–1958          | Tschechoslowakei, Polen, Sowjetunion                                        | 287    |
| T2    |      | 1955–1962          | Tschechoslowakei, Sowjetunion                                               | 771    |
| T2D   |      | 1966–1968          | DDR                                                                         | 117    |
| T3    |      | 1960–1989          | Tschechoslowakei, Sowjetunion, DDR, Rumänien, Jugoslawien                   | 13991  |
| T4    |      | 1967–1986          | Sowjetunion, DDR, Rumänien, Jugoslawien                                     | 2635   |
| T5A5  |      | 1972 und 1981      | Prototyp                                                                    | 2      |
| T5B6  |      | 1976               | Prototyp                                                                    | 2      |
| T5C5  |      | 1980–1984          | Ungarn                                                                      | 322    |
| T6A2  |      | 1985–1999          | Bulgarien, DDR, Ungarn                                                      | 256    |
| T6A5  |      | 1992–1997          | Tschechoslowakei                                                            | 260    |
| T6B5  |      | 1985–2000          | Bulgarien, Nordkorea, Sowjetunion                                           | 1203   |
| T7B5  |      | 1988–1993          | Sowjetunion / Russland                                                      | 8      |
| T6C5  |      | 1998               | Prototyp, USA (New Orleans), seit 2003 Deutschland (Strausberger Eisenbahn) | 1      |
| K1    |      | 1964 und 1965      | Prototyp                                                                    | 2      |
| K2    |      | 1966–1983          | Tschechoslowakei, Sowjetunion, Jugoslawien                                  | 567    |
| K5AR  |      | 1970–1973          | Ägypten                                                                     | 200    |
| KT4   |      | 1974–1990 und 1997 | Sowjetunion, DDR, Jugoslawien, Nordkorea                                    | 1767   |
| KT8D5 |      | 1986–1999          | Tschechoslowakei, Nordkorea*, Sowjetunion                                   | 205    |
| RT6N1 |      | 1993–1997          | Tschechien, Polen                                                           | 19     |
| RT6S  |      | 1997               | Tschechien                                                                  | 1      |
| RT8D5 |      | 1997–1999          | Philippinen                                                                 | 73     |

### Typenbezeichnung
Die vielen verschiedenen Wagentypen, die von Tatra gebaut wurden, erhielten ein gemeinsames Kennzeichnungsschema, das im Laufe der Jahre modifiziert und ergänzt wurde. Aus dieser Ziffern-/Buchstaben-Kombination lassen sich die technischen Hauptdaten ableiten.
Fahrzeugart:
- T = Triebwagen
- B = Beiwagen
- K / KT / RT = Gelenkzug

Die darauffolgende Ziffer gibt die Entwicklungsreihe an (bei Gelenkwagen „RT“ und „KT“ die Achszahl).
Das nächste Zeichen fand ab T5 bzw. KT8 Verwendung:
- A = Einrichtungswagen mit 6,7 m Drehzapfenabstand
- B = Einrichtungswagen mit 7,5 m Drehzapfenabstand
- C = Zweirichtungswagen mit 6,7 m Drehzapfenabstand
- D = Zweirichtungswagen mit 7,5 m Drehzapfenabstand

Die folgende Ziffer (ab T5 / KT8) bezieht sich auf die Wagenkastenbreite:
- 2 = 2,2 m
- 5 = 2,5 m
- 6 = 2,6 m

Ab T2 bzw. K2 wurde die Typenbezeichnung durch weitere Großbuchstaben ergänzt, die das Einsatzland angaben (z. B. H = Ungarn, SU = Sowjetunion, D = DDR, YU = Jugoslawien). Ein angehängtes (kleines) t gibt an, dass das Fahrzeug mit Thyristorsteuerung ausgerüstet wurde.